# Morup sogn
Morup sogn i Halland var en del af Faurås herred. Morup distrikt dækker det samme område og er en del af Falkenbergs kommun. Sognets areal er 45,76 kvadratkilometer, heraf landareal 45,11. I 2020 havde distriktet 2.974 indbyggere. Byerne Långås, Glommen og Morup ligger i sognet. Tidligere var Anholt en del af sognet.
Navnet kommer fra mo (sandjord) og torp. Det blev første gang registreret som 'Mothorp' i 1177 Der er to naturreservater i sognet: Morups Tånge og Digesgård. Sognet er kendt for sin dialekt: morpekansk.